# Everaldo
Everaldo Marques da Silva, född 11 september 1944 i Porto Alegre, Rio Grande do Sul, död 28 oktober 1974, var en brasiliansk fotbollsspelare.
Vänsterback i Brasiliens världsmästarlag 1970. Säker markeringsspelare som spelade 24 landskamper och som under hela sin karriär tillhörde Porto-Alegre-klubben Grêmio. Med Grêmio blev han delstatsmästare i Rio Grande do Sul fyra gånger. 1974, när han var på väg att lägga skorna på hyllan för att satsa på en karriär inom politiken, omkom Everaldo i en bilolycka.